# Alfredo Monfort
Alfredo Monfort Lahoz (Villarreal, Castellón, España, 23 de julio de 1963) es un exfutbolista español que se desempeñaba como defensa.

## Clubes
| Club             | País   | Año       |
| ---------------- | ------ | --------- |
| C. D. Castellón  | España | 1981-1992 |
| Villarreal C. F. | España | 1992-1993 |